# Onze-Lieve-Vrouwe van Aarle-Rixtel
Onze-Lieve-Vrouwe van Aarle-Rixtel, ook wel Onze-Lieve-Vrouw in 't Zand en Zetel der Wijsheid genoemd, is een genadebeeld van Maria dat sinds de 15e eeuw in Aarle-Rixtel wordt vereerd.
Het kleine pijpaarden beeldje van de heilige maagd als "Zetel der Wijsheid" stond ooit in een nisje in een wegkruis aan de weg tussen 's-Hertogenbosch en Helmond ter hoogte van Aarle-Rixtel. Vlak vóór de reformatie (een getuige sprak van voor Martinus oft Calvinus waren) stal een man uit de buurt het beeldje om het als speelgoed aan zijn kinderen te geven. Vanaf dat moment had zijn gezin geen rust meer. Er was voortdurend een oorverdovend gheluyt ende ghetier en de bewoners van het huis leden onder benoutheyd ende verschrickingh. De arme huisvader zette het beeldje maar gauw terug, en de ellende hield ogenblikkelijk op. Ondertussen waren de buren vanzelfsprekend geheel op de hoogte, en dit was het begin van de verering van Onze Lieve Vrouwe van Aarle-Rixtel. De buurt stak de handen ineen en bouwde op de plaats van het eenvoudige kruis een kapel, die al snel druk bezocht werd.
Zoals in zoveel Nederlandse genadeoorden sloeg ook in Aarle-Rixtel de onderdrukking door de protestanten toe, en er ontstond een angstige situatie waarbij hervormingsgezinde troepen die zich tussen 's-Hertogenbosch en Helmond bewogen de buurt terroriseerden. Dit nam zulke grote vormen aan dat niemand nog bij het kapelletje durfde te gaan bidden. Rond de kapel werd het "woest en desolaat," zoals een schrijver uit die tijd vermeldt. Enkele mannen uit het dorp besloten de kapel af te breken en de stenen te gebruiken om de vervallen parochiekerk op te knappen. Dit wekte opnieuw de "afkeuring van de moedermaagd", en de eerste en enige poging om de kapel te ontmantelen resulteerde in instortende steigers, botbreuken en bij degene die het altaar had gesloopt zelfs een dodelijke koorts.
De ommekeer voor het heiligdom begon toen de toenmalige burgemeester Peter Jeelis bij het kapelletje musicerende engelen hoorde. Vanaf 1597 werd er vervolgens gebouwd aan een geheel nieuwe kapel, die in verschillende stadia tot stand kwam in de periode tot 1616. In 1648 begon de ellende met de protestantse verdrukkers echter opnieuw. Op grond van een plakkaat confisqueerde men alle katholieke kerken, en hoewel dit in Aarle-Rixtel nog niet onmiddellijk werd uitgevoerd verhuisde het mirakelbeeld uiteindelijk toch, zoals in zoveel Nederlandse genadeoorden, naar een schuilkerk.
In 1853 werd de kapel door de pastoor van de gemeente teruggekocht, en in 1856 herintroniseerde monseigneur Johannes Zwijsen, de bisschop van 's-Hertogenbosch, Onze Lieve Vrouwe "Zetel der Wijsheid" in haar kapel.